# Wyliczanie
Wyliczanie – podczas pracy z klientem potrzebującym wsparcia technika służąca wskazywaniu jego zalet, właściwych działań, pozytywnych zachowań i postaw, podkreślona wyliczaniem tych faktów na palcach. Dobrze jest przeplatać różnego rodzaju typy zalet: umiejętności, wiedzę, postawy.
Przykład: Po pierwsze umiesz zadbać o swój wygląd, po drugie potrafisz nawiązać rozmowę, po trzecie chcesz dbać o dom i dzieci, po czwarte...